# Dominik Steczyk
Dominik Steczyk (* 4. Mai 1999 in Katowice) ist ein polnischer Fußballspieler.

## Karriere

### Verein
Nach seinen Anfängen in der Jugend des UKS Zaczek Katowice und von GKS Katowice wechselte er im Sommer 2015 nach Deutschland in die Jugendabteilung des VfL Bochum. Für seinen Verein bestritt er 19 Spiele in der B-Junioren-Bundesliga und 45 Spiele in der A-Junioren-Bundesliga, bei denen ihm insgesamt 23 Tore gelangen. Im Sommer 2018 wechselte er in die Regionalliga Bayern zur zweiten Mannschaft des 1. FC Nürnberg. Dort konnte er mit zehn Toren auf sich aufmerksam machen und unterschrieb im Sommer 2019 seinen ersten Profivertrag beim Club. Um ihm höherklassig Spielpraxis zu ermöglichen, wurde er direkt nach der Unterschrift für eine Spielzeit in seine polnische Heimat an den Erstligisten Piast Gliwice verliehen. Dort kam dort auch zu seinem ersten Einsatz im Profibereich, als er am 28. Juli 2019, dem 2. Spieltag, bei der 1:2-Auswärtsniederlage gegen Śląsk Wrocław in der 58. Spielminute für Piotr Parzyszek eingewechselt wurde. Diese Leihe wurde im Sommer 2020 um eine weitere Spielzeit verlängert. Im Sommer 2021 wurde er von seinem Verein fest verpflichtet. Im Winter 2022 wurde er für den Rest der Saison ligaintern an den FKS Stal Mielec verliehen.
Im Sommer 2022 wechselte er zurück nach Deutschland und schloss sich dem Drittligisten Hallescher FC an. Sein Vertrag in Halle wurde auf eigenen Wunsch hin nach einem Jahr aufgelöst.
Er wechselte daraufhin im Sommer 2023 zurück nach Polen und schloss sich dem Erstligaaufsteiger Ruch Chorzów an. Ende Januar 2024 kehrte er nach Deutschland zurück und er schloss sich dem Drittligisten Preußen Münster an. In seiner ersten Saison, die er für Preußen Münster bestritt, gelang ihm der Aufstieg in die 2. Fußball-Bundesliga. Im Juni 2024 wurde bekannt, dass sein Vertrag bei Preußen Münster nicht verlängert wird. Er wechselte daraufhin zum SC Verl.

### Nationalmannschaft
Steczyk lief von der U17 bis zur U20 in allen Nachwuchsmannschaften des polnischen Fußballverbands auf und erzielte in insgesamt 24 Spielen fünf Tore.

## Erfolge
Preußen Münster
- Aufstieg in die 2. Bundesliga: 2024